# Агендерность
Аге́ндерность — это отсутствие гендерной идентичности, отказ от идентификации себя с каким-либо гендером. Агендерные люди также могут называть себя людьми без гендера — ни мужчинами, ни женщинами. Агендерные люди могут иметь как женский, так и мужской приписанный пол, или же быть интерсекс. Некоторые из них могут страдать от гендерного несоответствия — в большей степени, чем цисгендерные люди, но в меньшей степени, чем бинарные трансгендерные люди.
Агендеры могут использовать по отношению к себе гендерно-нейтральный язык, например, гендергэпы.
Агендерные люди не всегда считают себя трансгендерными.
Люди, которые идентифицируют себя как агендеры, являются частью того, что гендерный психолог-теоретик Энн Энке называет «постоянно расширяющейся социальной категорией» трансгендерных людей. Эта категория включает в себя широкий спектр идентичностей, которые не соответствуют стандартным гендерным нормам. Тем не менее, Энке отмечает, что люди, которые соответствуют этим идентичностям, не обязательно идентифицируют себя как трансгендерные люди.